# انتونی گئورگیو
انتونی گئورگیو (انگلیسی: Anthony Georgiou؛ زادهٔ ۲۴ فوریهٔ ۱۹۹۷) بازیکن فوتبال اهل انگلستان است.
از باشگاه‌هایی که در آن بازی کرده‌است می‌توان به باشگاه فوتبال واتفورد اشاره کرد. او قبرس را در سطح بین‌المللی نمایندگی می کند.